# 745 TCN
745 TCN là một năm trong lịch La Mã.

## Sinh
- Không rõ ngày – Vua Assyria Sennacherib (m. 681 TCN)[1]